# Vijlen (plaats)
Vijlen (Limburgs: Viele of Ville) is een dorp met ruim 1.385 inwoners (peiljaar 2023) in Zuid-Limburg, behorend tot de Nederlandse gemeente Vaals. Vijlen ligt op ongeveer 195 meter hoogte boven NAP en is daarmee het hoogst gelegen kerkdorp van (Europees) Nederland.

## Ligging, klimaat, natuur en landschap
Het dorp Vijlen is grotendeels gelegen op de Vijlenberg (195 m) en het Plateau van Vijlen in het zuidoostelijk deel van het Zuid-Limburgse Heuvelland. Door de hoge ligging in het uiterste zuidoosten van Nederland is Vijlen de plaats waar meestal de eerste sneeuw valt en tevens de meeste sneeuw per jaar. De Sint-Martinuskerk in Vijlen wordt soms aangeduid als het hoogstgelegen kerkgebouw van Nederland, maar dat is onterecht. De kerk staat op een hoogte van 192-195 m NAP, maar de Hervormde kerk van Vaals (ca. 215 m NAP) en de Sint-Pauluskerk in dezelfde plaats (211 m NAP) liggen 15 à 20 meter hoger.
Vijlen ligt aan de toeristische Mergellandroute tussen Epen en Vaals. Het dorp ligt op een heuvelrug die zich uitstrekt vanaf de Vijlenerbossen, via de Rugweg, het dorp zelf, Hilleshagen tot aan Mechelen. Ten noorden van het dorp ligt in het beekdal de Selzerbeek, die onder andere gevoed wordt door de oostelijk van het dorp gelegen Harleserbeek. Aan de andere kant van de heuvelrug stroomt in het dal ten zuidwesten van het dorp de Lombergbeek. Opvallend in het landschap zijn holle wegen, meidoornhagen, fruitboomgaarden, de grootste wijngaard van Nederland en typisch Zuid-Limburgse, zwart-wit geschilderde vakwerkhuizen. In dit on-Nederlands aandoend landschap bevinden zich relatief veel campings en vakantiewoningen.
Tot het dorp Vijlen behoren de buurtschappen Camerig, Harles, Rott, Melleschet en Cottessen. Het van oudsher tot de heerlijkheid Vijlen behorende gehucht Mamelis valt tegenwoordig officieel onder het nabijgelegen dorp Lemiers. De nabije buurtschap Hilleshagen wordt tot Mechelen gerekend. Nabijgelegen (grotere) kernen zijn verder: Lemiers, Mechelen, Epen en Holset.

## Geschiedenis

### Romeinse tijd
Het dorp Vijlen heeft waarschijnlijk een Romeinse oorsprong. Uit grafheuvels in het Vijlenerbos en het Malensbos kan worden afgeleid dat het gebied rond het huidige dorp al lang voor de Romeinse tijd bewoond werd. Deze ronde heuveltjes in het bos stammen uit de tijd van de Bandkeramieken en zijn waarschijnlijk tussen 3500 en 5000 jaar oud. De meeste van deze grafheuvels zijn in de jaren twintig en dertig van de twintigste eeuw opgegraven door de Duitse geoloog Liese, maar sommige zijn nog onaangeroerd. Een van de meest herkenbare grafheuvels in het Malensbos, het “Kindergraf”, is aan één kant open en inmiddels voorzien van een informatiebordje. Het graf dankt zijn naam aan de melktandjes die er tussen de crematieresten werden gevonden. Verdere kostbare bezittingen ontbraken echter. Gezien het feit dat er enkele scherven uit de Romeinse tijd werden gevonden, gaan deskundigen ervan uit dat het graf geplunderd is door de Romeinen.
In de tijd van die Romeinen moet ook de oorsprong van het huidige dorp Vijlen gezocht worden. Zij kwamen in de eerste eeuw voor Christus naar het gebied. De naam Vijlen is afgeleid van ofwel het Latijnse woord villa, dat boerderij of landgoed betekent, ofwel van villare, wat staat voor “behorend tot een landgoed”. In de directe omgeving zijn bewijzen gevonden van Romeinse nederzettingen, zoals een (tot op heden niet opgegraven) Romeinse villa aan de Kelderweg. Voor de bouw van hun grote en luxueuze villa's hadden de Romeinse enorme hoeveelheden hout nodig, wat een omvangrijke houtkap in de Vijlenerbossen tot gevolg had.

### Middeleeuwen en later

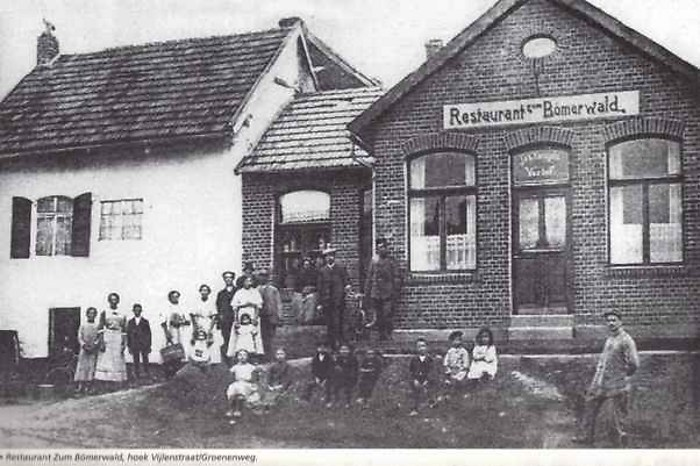
Restaurant Zum Bömerwald, hoek Vijlenstraat/Groenenweg, in 1915

De oudste geschriften waarin het bestaan van de nederzetting Vijlen terug te vinden is, stammen uit het jaar 1016. In dat jaar schonk keizer Hendrik de Tweede de hoeve Vijlen (toen gespeld: Uillam, waarbij de 'U' een v-klank representeerde) aan de abdij van Burtscheid (bij Aken). Geschriften uit de vroege veertiende eeuw vermelden dat de abdij Burtscheid in die tijd 13 grotere percelen in de directe omgeving van de heerlijkheid Vijlen bezat.
Van oudsher bestond Vijlen uit zeven zogeheten “rotten” (gehuchten); Vijlen, Berg, Rott, Melleschet, Hopschet, Mamelis en Cottessen. "Vijlen" en "Berg" groeiden in de loop der tijd uit tot één kern, en Mamelis wordt tegenwoordig tot het dorp Lemiers gerekend. De oorsprong van het dorp ligt waarschijnlijk aan de Vijlenerstraat. De Vijlense parochie Sint Martinus omvatte destijds overigens ook de nabijgelegen plaatsen Harles en Lemiers; de pastoor werd benoemd door de abdis van Burtscheid. De kerk stond aanvankelijk in het veld tussen de diverse buurtschappen in.
In 1875 begon men met de bouw van een cementfabriek in Vijlen, het Aachen-Vijlener Portland Cement Werk. In 1899 werd er een tweede cementfabriek geopend, de Nederlandsche Portland-Cementfabriek. Men gebruikte de Kalksteen van Vijlen uit de Vijlenberg voor de productie van het cement. In 1929 kwam een einde aan de cementproductie in Vijlen.

## Bezienswaardigheden
- De neogotische Sint-Martinuskerk werd ontworpen door architect Carl Weber en werd, op de toren na, in 1862 voltooid. Omstreeks 1879 werd de toren voltooid. De parochiekerk ligt op 195,62 meter hoogte en is het op twee na hoogstgelegen kerkgebouw van Nederland.
- Mariagrot met kruiswegpark, van 1945, ter dankbaarheid voor de vrijwaring van oorlogsgeweld, aan de rand van het Vijlenerbos.
- Enkele woonhuizen en boerderijen, deels in vakwerkbouw, daterend uit de 17e en de 18e eeuw.
- Wijngaard St. Martinus, met 28 hectare de grootste wijngaard van Nederland. Geteelde druivenrassen zijn onder andere: Solaris, Johanniter, Cabernet Cortis, Pinotin, Acolon, Monarch en Baron.

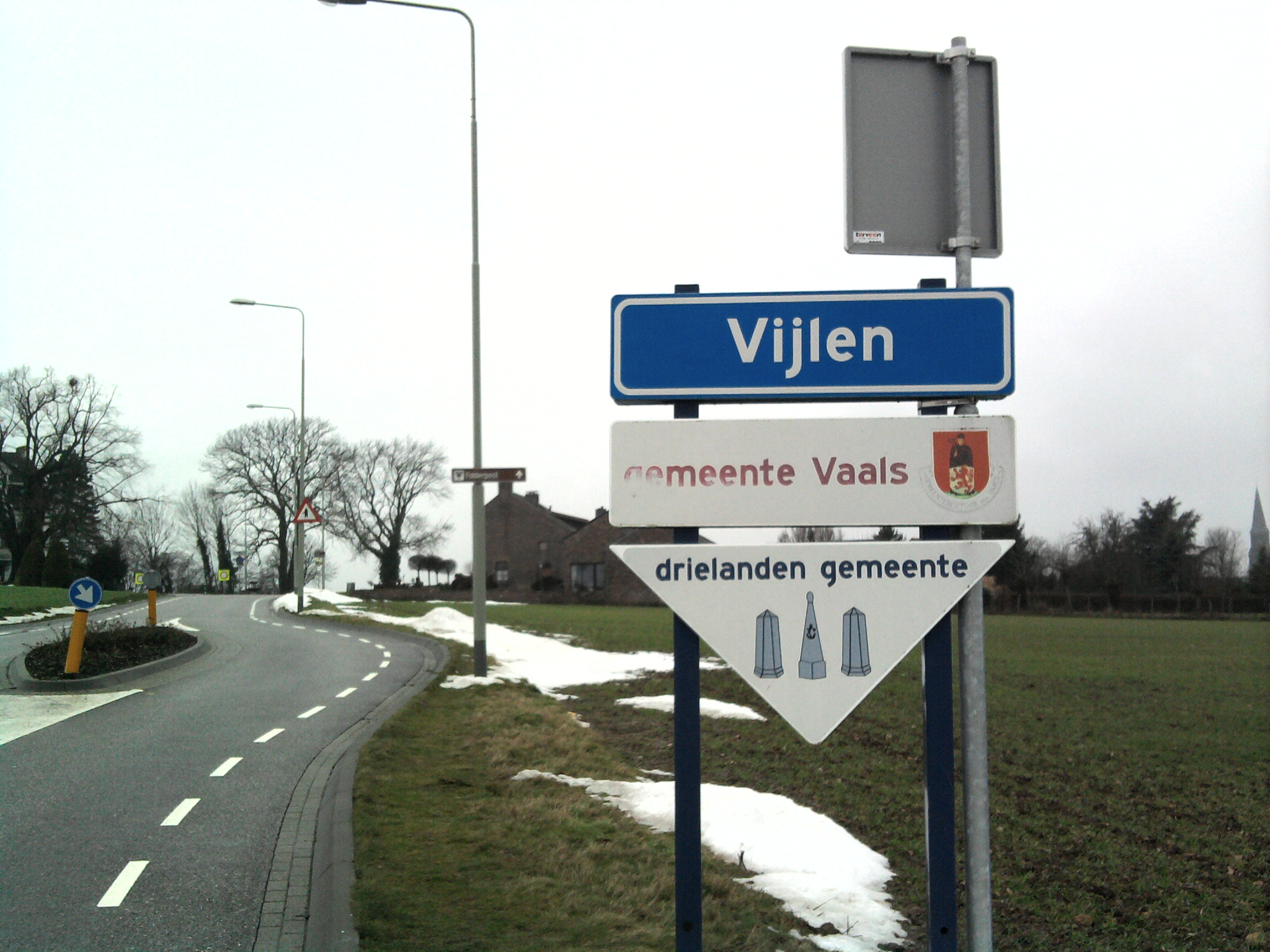
Vijlen
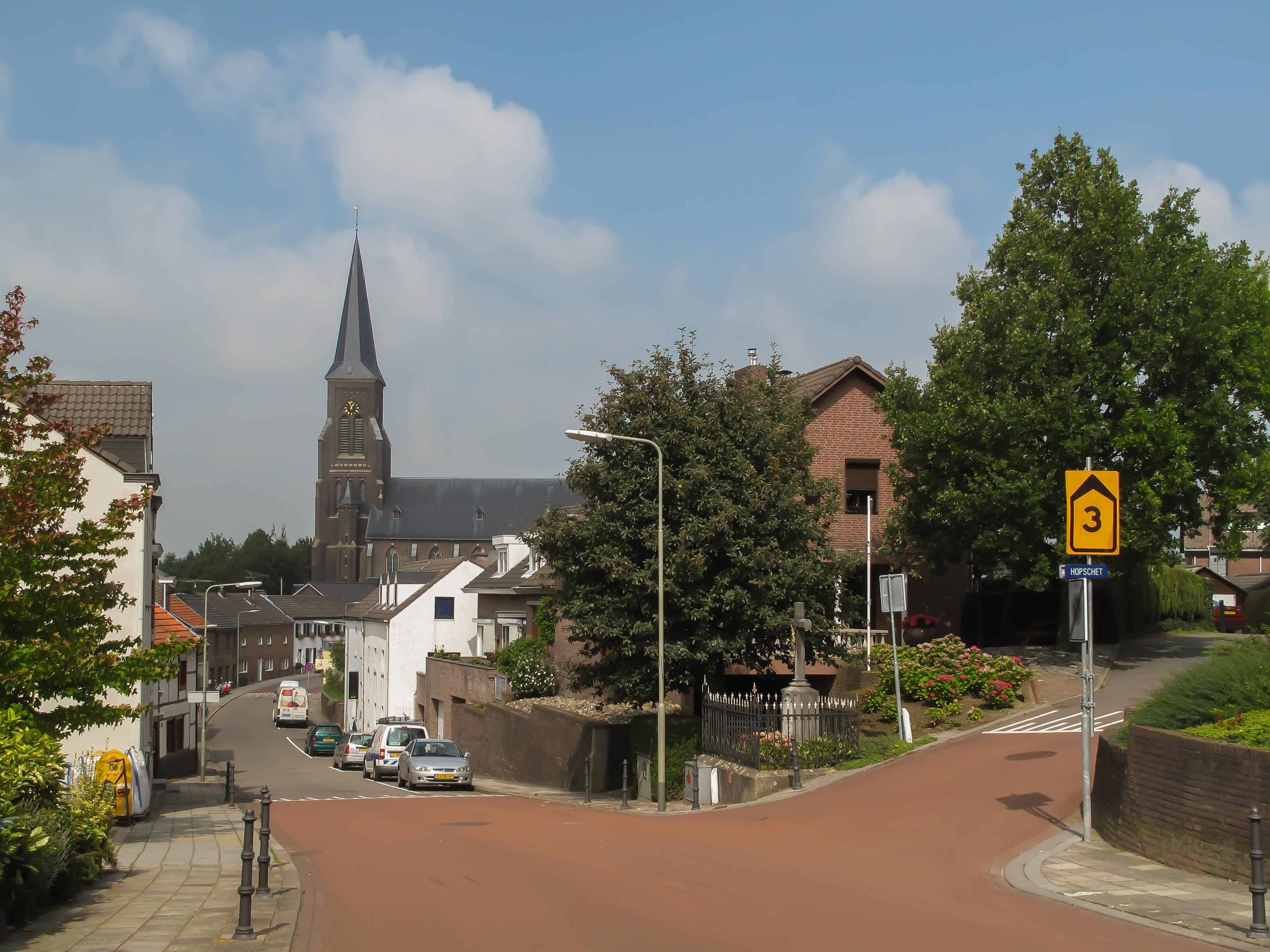
Dorpsgezicht
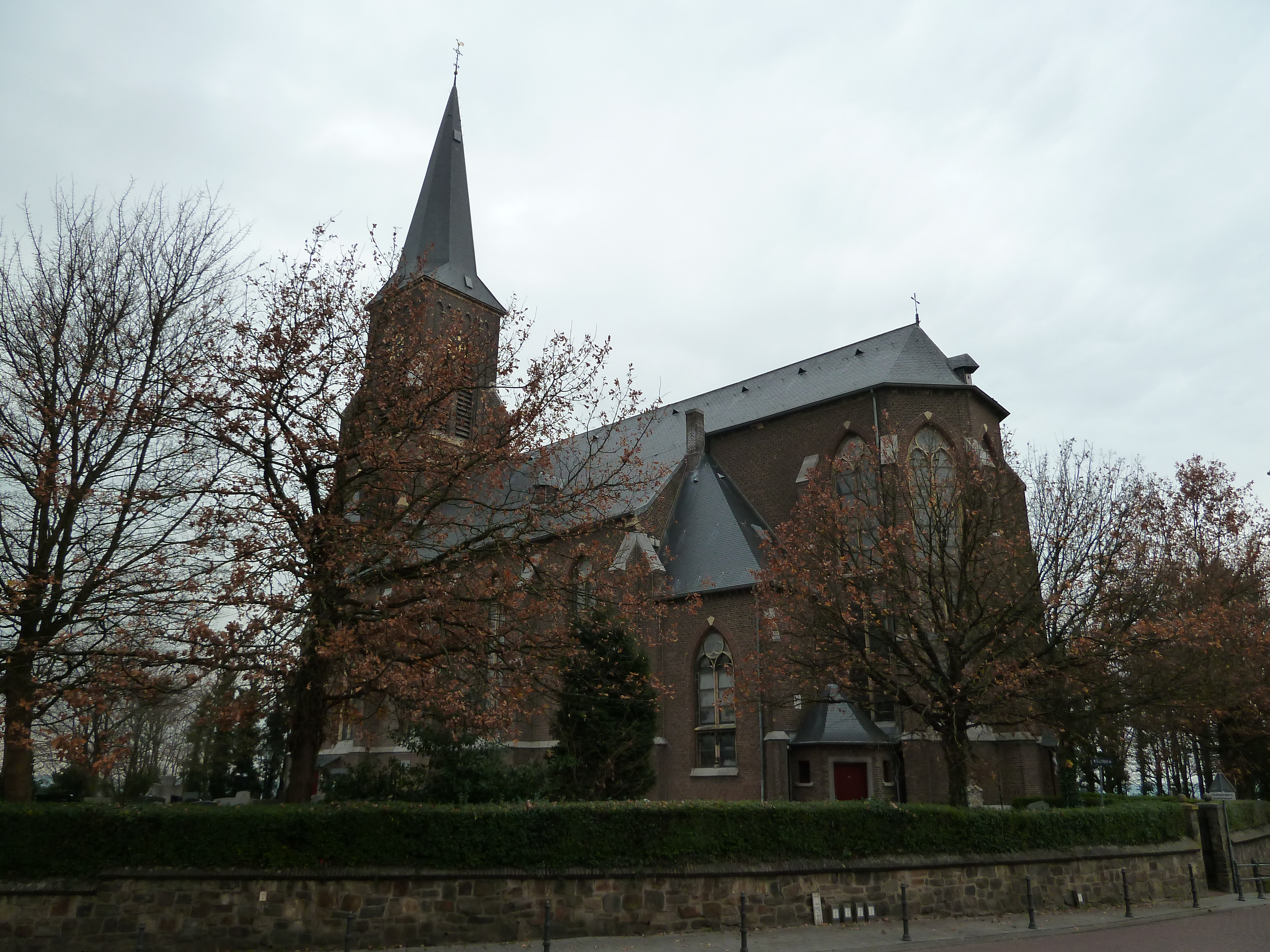
St.-Martinuskerk
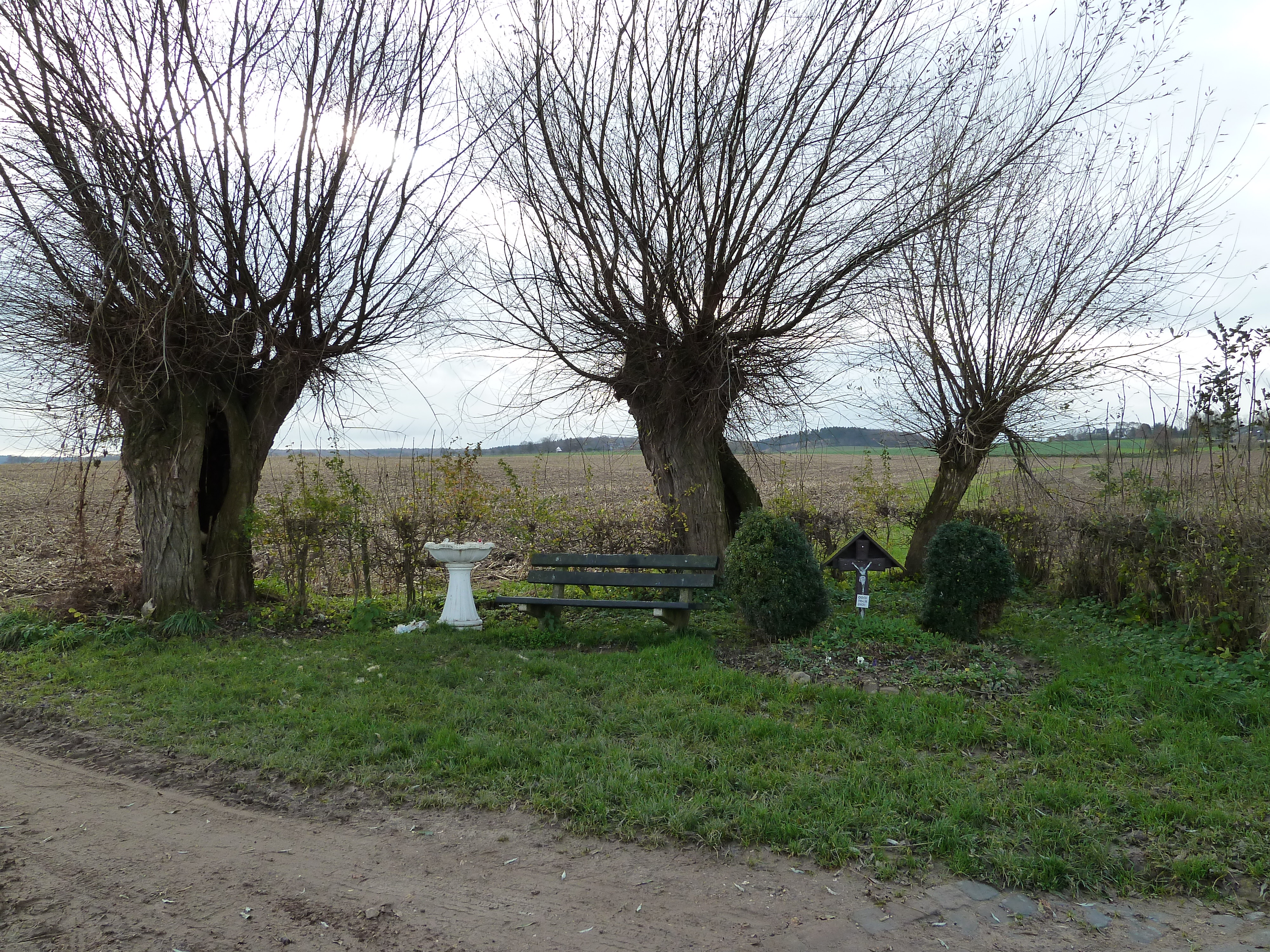
Wegkruis Oude Trichterweg
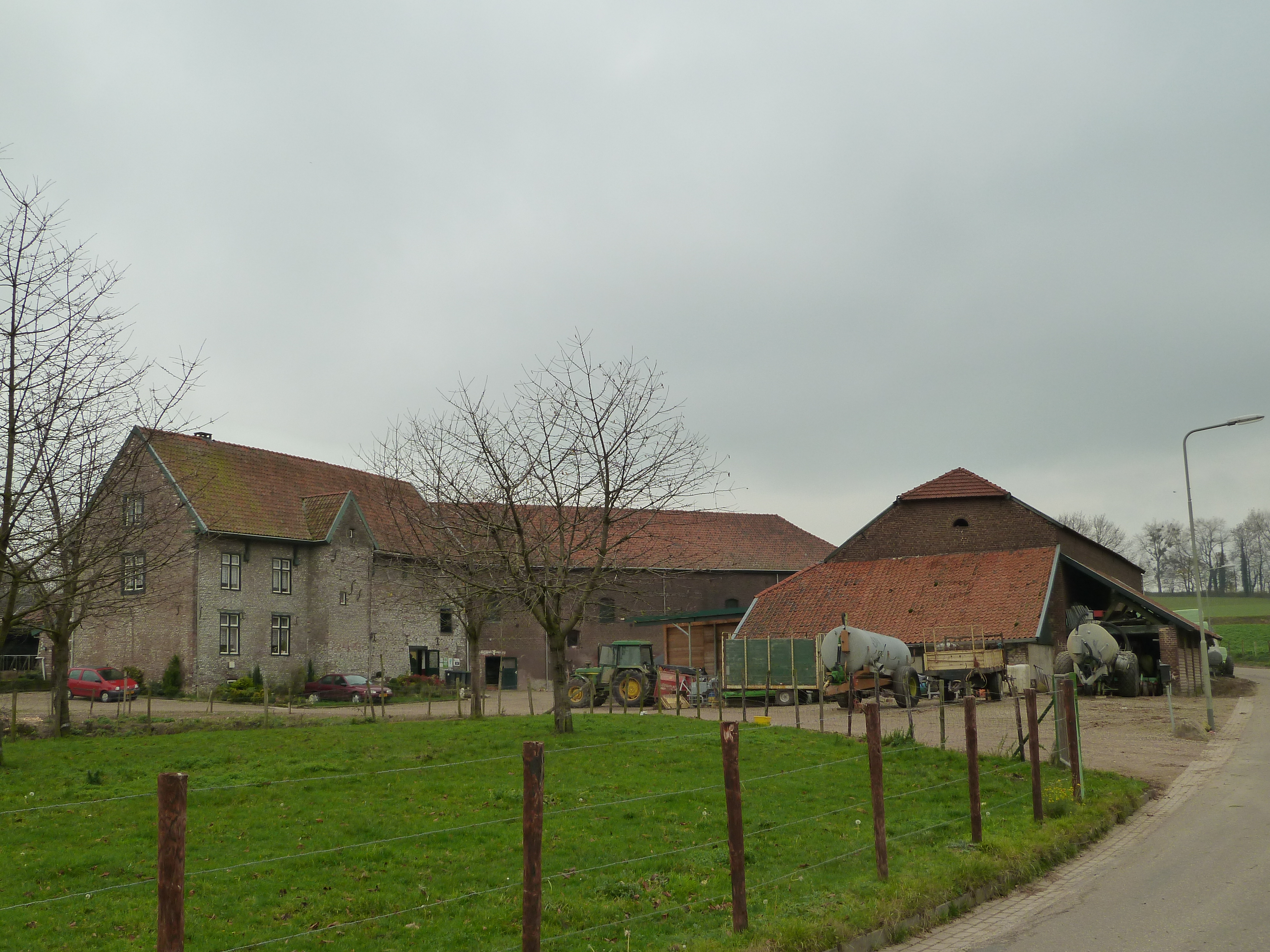
Vijlenstraat 51
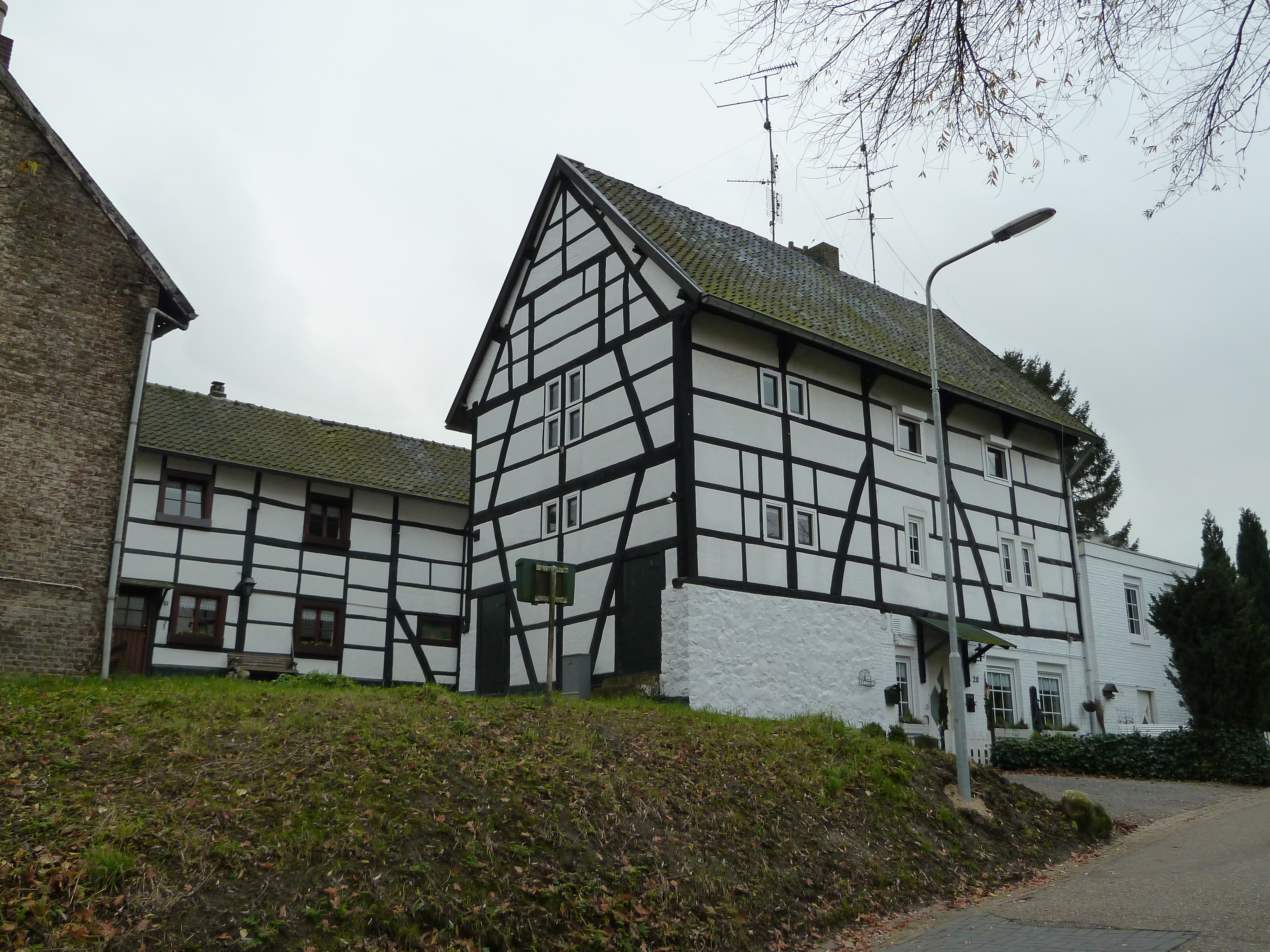
Groenenweg
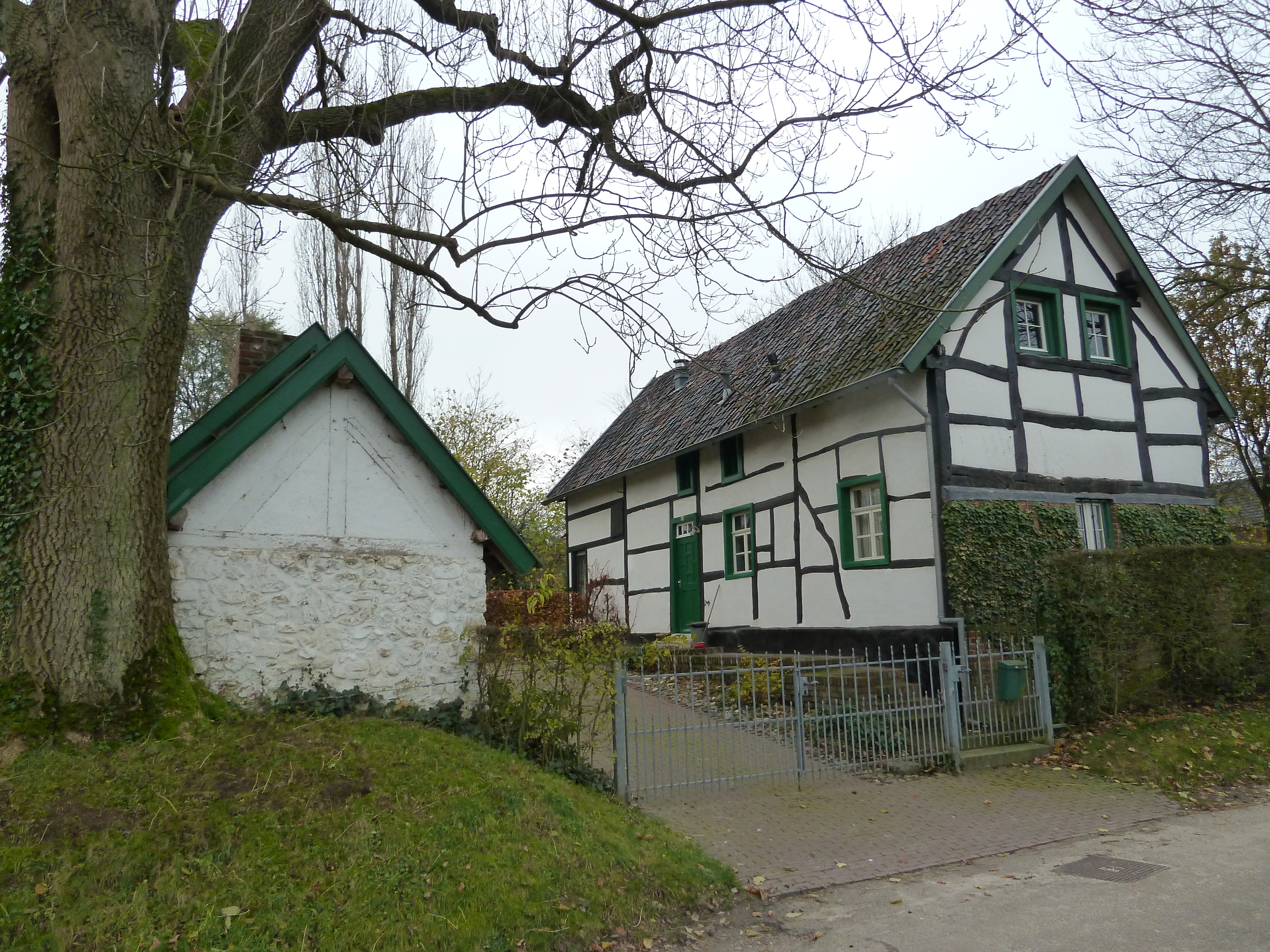
Vijlen-Rott
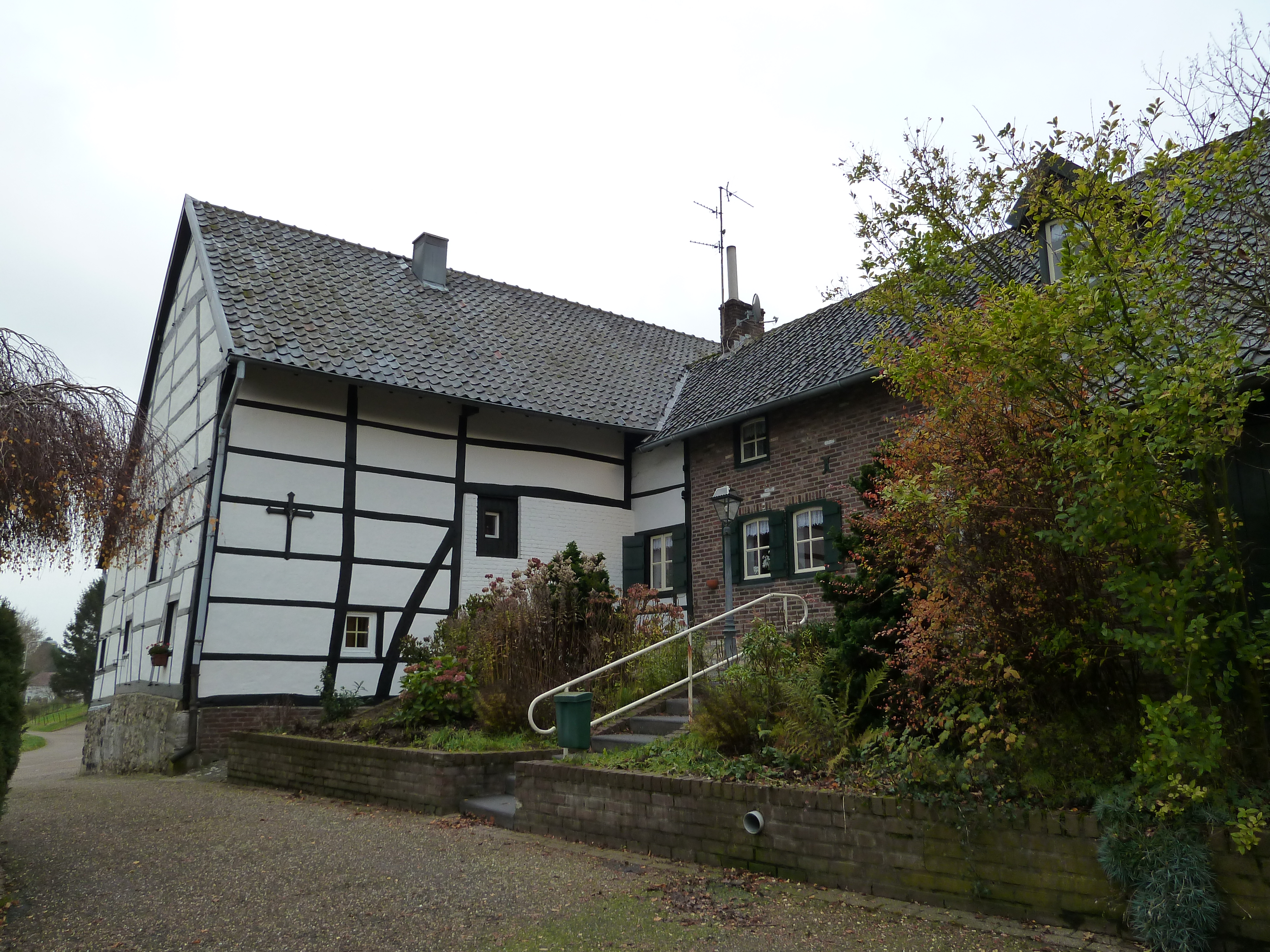
Vijlen-Harles

## Geboren in Vijlen
- Sjeuf Felder (1928-2009), geoloog
- Werner Felder (1930-2008), geoloog
- Willy Gelissen, missionaris

## Trivia
Camerig was de plaats waar de stichting Natuur & Milieu op 16 augustus 2005 de twee mooiste landschappen van Nederland bekroonde met 'vijf sterren': het stroomgebied van de Drentsche Aa en het Limburgse Gulp- en Geuldal.
In 2021 werd een aflevering van het door Kefah Allush gepresenteerde EO-programma Oases in de Lage Landen aan Vijlen gewijd.